# Магла у августу (филм)
Магла у августу је немачки драмски филм из 2016. године који је режирао Каи Весел. Заснован је на роману Магла у августу Роберта Домеса  а инспирисан је документованом истинитом причом 14-годишњег јенишког дечака Ернста Лосе (1929–1944). Наведен је као један од осам филмова који би могли да се пријаве за најбољи филм на страном језику на 89. додели Оскара, али није изабран.

## Радња
Јенишки дечак по имену Ернст Лоса пребачен је у менталну установу, где ради под надзором др. Веитхаусена. Ернст, у почетку идентификован као узрочник проблема, испуњава своју улогу и често се буни на мање начине. Не планира дуго остати у институцији, али очекује да га отац (и на крају и у Америку) одведе кући, Кристиан Лоса, али му се ускраћује отпуст на основу чињенице да његов отац нема сталну адресу након што је пуштен из концентрационог логора.
У почетку су одређени пацијенти у болници означени за слање у центар за еутаназију Хадамар, где су еутаназирани, али централне власти налажу да се операција и одлуке о еутаназији преносе на појединачне установе, док др Веитхаусен упућује своје медицинске сестре да воде бригу о погубљењеним пацијенатима. Новопримљена медицинска сестра, сестра Киефер, преселила се из Хадамара и спремна је да истреби децу пацијенте користећи барбитурате. У међувремену сестра Софија покушава да заштити децу од тровања.
Ернст се спријатељи са Нандлом, такође пацијентом, и временом постану свесни планова др. Веитхаусена да погуби пацијенте у установи. Покушава да изради план бекства да спаси Нандла и себе. Лекар, следећи логику расне хигијене, смишља план за лагано изгладњивање пацијената, хранећи их куваном супом од поврћа са уклоњеним свих хранљивих састојака, што задовољава његове нацистичке претпостављене. Недуго затим, Ернст планира своје бекство током ваздушног напада, али не успева када бомба падне у близини, а отпадни делови ране Нандла и убије сестру Софију. Након сахране медицинске сестре, Ернст оптужује Веитхаусена да је убица.
Др Веитхаусен позива на Ернстову смрт, коју треба да изврше или Паул Хецхтле или сестра Киефер (обоје поричу да су убице). Нандл саопштава вест осталим пацијентима тврдећи да је Ернст коначно стигао до Америке.

## Улоге
- Ivo Pietzcker као Ернст Лоса [5]
- Sebastian Koch као др Вернер Веитхаусен [6]
- Thomas Schuber као Паул Хецхтле
- Fritzi Haberlandt као сестра Оберсцхвестер Софиа
- Henriette Confurius сестра Едитх Киефер
- Карл Марковиц као Кристиан Лоса
- Branko Samarovsk као Мак Вит
- David Bennent као Оја
- Franziska Singer као Фрау Клеин
- Juls Serger као Херман Клеин
- Jule Hermann као Нандл